# Ada Flatman

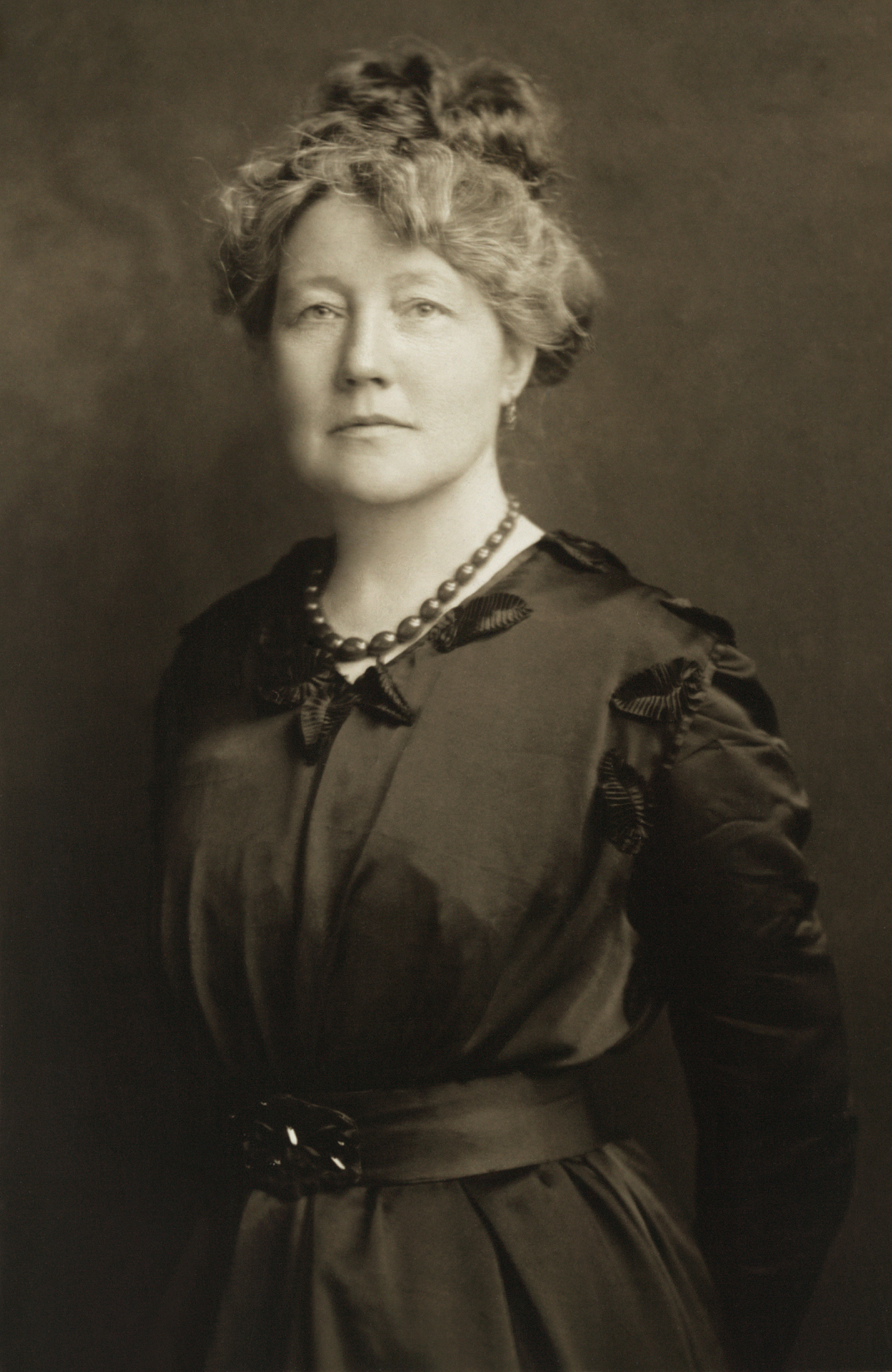
Ada Flatman, ca. 1917

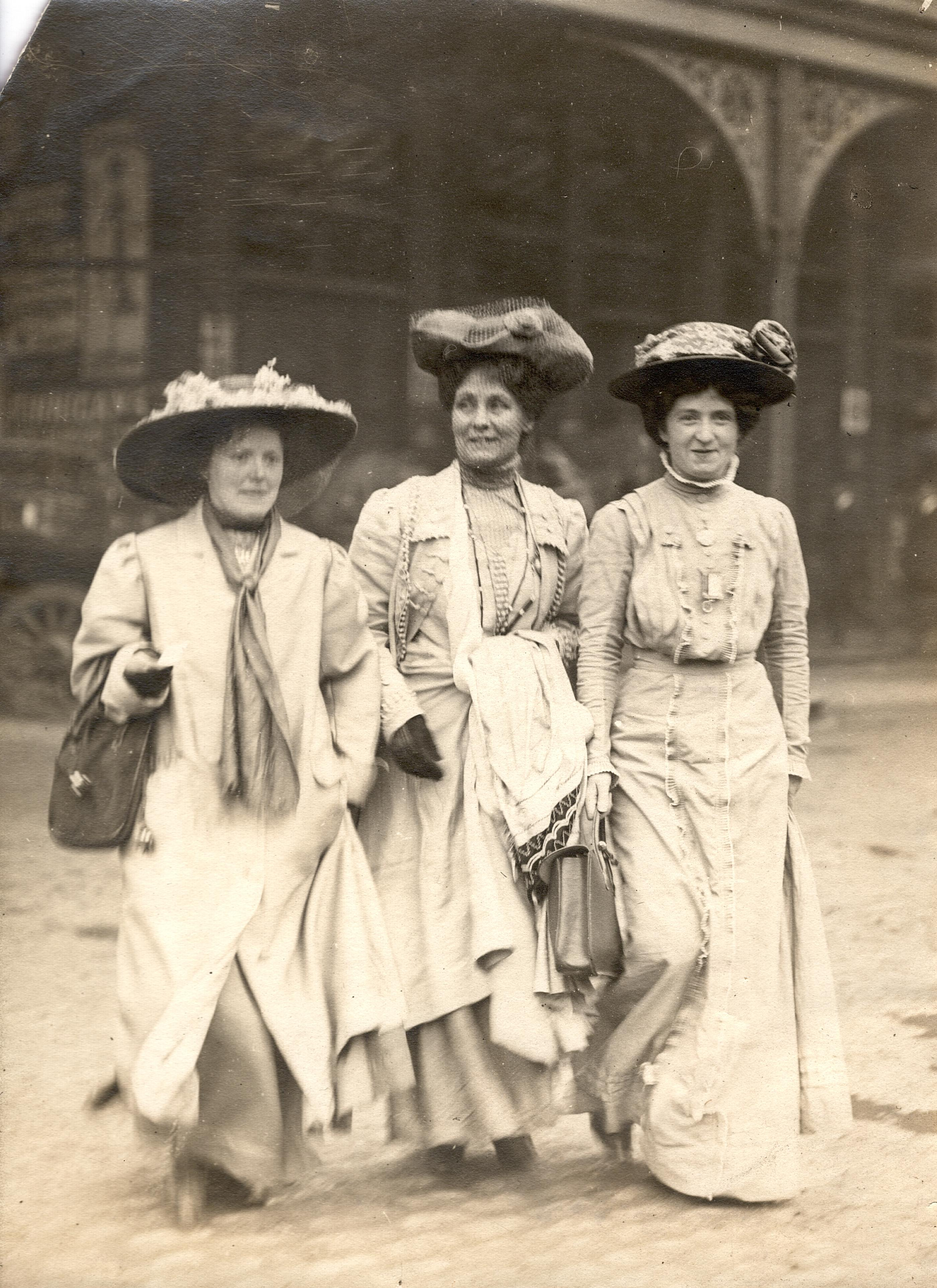
Mary Gawthorpe, Emmeline Pankhurst and Ada Flatman

Ada Susan Flatman (* 1876 in Suffolk; † 1952 in Eastbourne, East Sussex) war eine englisch-britische Suffragette, die im Vereinigten Königreich wie in den Vereinigten Staaten tätig war.

## Leben
Flatman wohnte in denselben Räumen des Twentieth Century Club Notting Hill wie ihre spätere Mitstreiterin Jessie Stephenson. Sie war unabhängig und interessierte sich für die Rechte der Frauen.
Flatman wurde ins Holloway Prison eingeliefert, nachdem sie 1908 an dem von Marion Wallace Dunlop, Ada Wright und Katherine Douglas Smith angeführten Überfall auf die Houses of Parliament und einer zweiten Welle von Una Dugdale teilgenommen hatte.
Im folgenden Jahr wurde sie von der Women’s Social and Political Union (WSPU) angestellt, um deren Aktivitäten in Liverpool zu organisieren, und löste damit Mary Phillips ab. Flatman arrangierte eine bescheidene Unterkunft für Constance Lytton als sie als arbeitende Frau verkleidet nach Liverpool kam, um als Suffragetten-Aktivistin verhaftet zu werden und für entsprechende Publicity zu sorgen.
In Liverpool arbeitete sie mit Alice Stewart Ker zusammen, aber es war Flatman, der Emmeline Pethick anvertraute, in Liverpool ein WSPU-Laden zu eröffnen. Der Laden wurde von Patricia Woodlock für sie eingerichtet und wurde zu einem Erfolg, der beträchtliche Mittel für die Organisation einbrachte. Flatman organisierte später die Öffentlichkeitsarbeit für die Freilassung von Woodlock, die eine Haftstrafe in Holloway verbüßt hatte.
Im Mai 1909 reiste Flatman nach Bristol, wo sich der Anti-Frauenrechts-Politikerin Augustine Birrell im Royal Hotel aufhielt, um eine Rede vor der örtlichen Handelskammer zu halten. Flatman checkte in der Nacht vor der Veranstaltung in ein Zimmer des Hotels ein und entzog sich erfolgreich den Detektiven, die ihr folgen sollten. Nachdem die Rede gehalten worden war und ein Wachmann abgelenkt war, überwand Flatman eine hohe Barrikade und rannte in den Raum, wobei sie rief: „Gebt den steuerzahlenden Frauen Stimmen!“ Sie warf Hunderte von Handzetteln, auf denen sie die liberalen Männer aufforderte, das Wahlrecht für Frauen zu unterstützen, und wurde schließlich aus der Veranstaltung gezerrt.
Im August 1909 nahm Flatman an einer Sommerkampagne auf der Isle of Man teil und wurde fast von einem Pier gestoßen, als sie von Anti-Frauenrechtlern angegriffen wurde. Im Dezember 1909 gehörte sie zu der Gruppe von Suffragetten, die in der Royal Albert Hall gegen David Lloyd Georges Haltung zum Frauenwahlrecht protestierten. In einem zeitgenössischen Zeitungsbericht im London Evening Standard beschrieb die Frauenrechtlerin Frances Ede, wie Ordner Flatman von ihrem Platz zerrten und sie „mit ziemlich unnötiger Gewalt“ entfernten.
Im Juli 1910 war Flatman eine der Hauptrednerinnen auf einer der Bühnen bei der Kundgebung der 10.000 Frauen im Hyde Park in London. Flatman trat 1910 überraschend als Koordinatorin des Liverpooler Zweigs zurück, weil es unterschiedliche Ansichten über die Kampagnenarbeit gab. Alice Morrissey übernahm das Amt als ehrenamtliche Organisatorin des Zweigs, bis eine andere Mitarbeiterin ernannt wurde.
Im folgenden Jahr wurde Flatman ehrenamtliche Sekretärin der WSPU in Cheltenham. Kurz nach ihrer Ernennung organisierte Flatman Besuche und Vorträge von Emmeline Pankhurst, Evelyn Jane Sharp und Constance Lytton in Cheltenham. Die Vorträge waren gut besucht und die lokale und regionale Presse berichtete darüber, insbesondere über Lyttons Bemerkung, dass sich die Frauenrechte in Großbritannien „noch in der Steinzeit“ befänden. Flatman begann auch mit der Organisation lokaler Haus-zu-Haus-Kampagnen.
Als 1911 die Volkszählung stattfand, organisierte Flatman in ihrem Haus eine „midnight super party“, damit eine Gruppe von Suffragetten sich der Zählung entziehen konnte. Als der liberale Minister Charles Hobhouse in der Shire Hall in Gloucester sprach, versuchte Flatman vergeblich, ihm Fragen zum Frauenwahlrecht zu stellen, wurde aber hinausgeworfen.
Als 1914 der Erste Weltkrieg ausbrach, kamen die führenden Frauenrechtsorganisationen überein, ihren Protest bis zum Ende des Krieges auszusetzen. Viele Aktivistinnen waren damit nicht einverstanden; Flatman, die in Bristol lebte, war eine von ihnen und schloss sich dem von Evelina Haverfield gegründeten Women's Emergency Corps an. Sie beschloss, ihre Arbeit in den Vereinigten Staaten fortzusetzen, und wanderte 1915 aus, um für Alice Pauls Zeitung The Suffragist zu arbeiten, deren Geschäfts- und Anzeigenleiterin sie wurde.
1916 war Flatman in Chicago, wo sie als Organisatorin für den dort stattfindenden Frauenparteitag tätig war. Der New York Herald berichtete, dass sie die Kampagne zur Aufstellung von Plakatwänden im Alleingang eröffnete, wobei sie ganz in der Wahlrechtsfarbe Lila gekleidet war. In dem Bericht hieß es weiter, dass Flatman Anti-Wilson-Plakattrupps in den Wahlrechtsstaaten anleitete, die insgesamt eine Million Plakate anbringen sollten.
Nach dem Krieg wollte Flatman ihre Arbeit für das Frauenwahlrecht fortsetzen, aber die Organisationen in Amerika und Südafrika nahmen ihre Hilfsangebote nicht an. Das volle Frauenwahlrecht wurde in den USA 1920 und im Vereinigten Königreich 1928 erreicht. In den 1930er Jahren kehrte Flatman nach England zurück und engagierte sich für den Frieden. Sie starb 1952 in Eastbourne.
Flatman unterstützte die Arbeit von Edith How-Martyn bei der Dokumentation der Bewegung im Rahmen der Suffragette Fellowship. In ihrem Testament vermachte sie der Fellowship 25 Pfund (aus einem Nachlass von 250 Pfund).
Flatmans Erinnerungen wurden von der BBC aufgezeichnet. Sie führte auch ein Sammelalbum über ihre Suffragetten-Erlebnisse, das heute im Museum of London aufbewahrt wird, und stiftete ein Frühstücksbrot, das sie aus dem Holloway Prison mitgebracht und als Andenken aufbewahrt hatte.